# La gran cruzada
La gran cruzada es una novela autobiográfica de Gustav Regler que narra diversos episodios de la guerra civil española vividos por miembros de las Brigadas Internacionales.

## Génesis de la obra
Regler escribió La gran cruzada en 1938, a su regreso a Francia tras la experiencia de su participación en la guerra civil española. En principio se iba a publicar en alemán, en una editorial del exilio, en inglés y en francés, pero lo cierto es que la novela no apareció sino en 1940, en Nueva York, en su versión inglesa, con un prólogo muy elogioso de Ernest Hemingway, escritor con el que Regler había coincido en la guerra de España. Esta versión inglesa sirvió de base para la publicación de la primera edición alemana, que lo fue en 1976, trece años después de la muerte del autor. En alemán la novela se titulaba El gran ejemplo y no La gran cruzada y llevaba como subtítulo “Novela de una brigada internacional”. Posteriormente, en 1985, se conoció una nueva versión manuscrita de la novela, que sirvió de base para la edición de la misma en las Obras del autor en 15 tomos a cargo de Michael Winkler en 1996. La traducción española de 2012 se basa en esta última edición alemana. Los estudiosos señalan que el autor hizo significativas correcciones ideológicas entre el primer manuscrito, la edición de 1940 y la última de 1996. Los cambios se debieron, especialmente, a la evolución ideológica de su autor, ferviente comunista ortodoxo en los años 30 y desengañado del comunismo a partir de la década de los 40.

## Gustav Regler y la guerra civil española
Gustav Regler vino a España en septiembre de 1936 en una delegación de la Asociación de Escritores Antifascistas para la Defensa de la Cultura formada por Louis Aragon, su compañera Elsa Triolet y el periodista alemán Kurt Stern. En un camión transportaban un proyector cinematográfico y una prensa tipográfica para la Alianza de Intelectuales Antifascistas. Elsa Triolet contó las vicisitudes de ese viaje en una revista soviética y el texto ha aparecido como libro póstumo: Dix jours en Espagne (Bruselas, Les Editions Aden, 2010), no traducido a nuestro idioma. Cuando el grupo regresa a Francia, Regler permanece en España y se dirige a Albacete donde está el cuartel general de las Brigadas Internacionales. Es nombrado comisario de la XII Brigada, comandada por el general de origen húngaro Lukacz. A comienzos de noviembre de 1936 la XII Brigada, compuesta por tres batallones (uno italiano, otro francés y un tercero alemán) llega a Madrid, para defender la Ciudad Universitaria asediada por los franquistas. Desde esa fecha hasta que es herido de gravedad en la ofensiva de Huesca en junio de 1937, Regler y la XII Brigada lucharon en los frentes de Majadahonda, el Jarama y Guadalajara. En el accidente en el que fue herido Regler (una bomba enemiga impactó en el coche en el que viajaban cuatro personas), fallecieron el general Lukacz y el conductor del vehículo.

## Argumento
La novela comienza directamente en medio de la defensa de la Ciudad Universitaria por parte de los miembros de la XII Brigada. Personajes reales se esconden bajo nombres novelescos. Así, entre otros, Regler aparece con el nombre de comisario Albert, el general Lukacz bajo el de general Paul, y el neurólogo alemán Werner Heilbrunn, que moriría también en el asedio de Huesca, como el médico jefe de la XII Brigada. Otros muchos internacionalistas aparecen con sus nombres propios, así como militares y políticos españoles. Unas pocas figuras, españolas especialmente, parecen más novelescas que reales.
En nueve capítulos de parecida extensión el autor nos va narrando las distintas batallas en la que participó la XII Brigada hasta el asedio de Huesca. Finaliza con la muerte del general y del médico y las heridas del comisario Albert. Pero junto a la descripción de las batallas, el libro se hace eco de las pugnas políticas internas de los brigadistas y de las discusiones políticas surgidas a raíz del conocimiento de las segundas purgas de Stalin a comienzos de 1937

## Significación
Aunque la novela está fundamentalmente narrada a través del comisario Albert (el propio Regler, como ya se ha dicho), el autor acierta al dar el protagonismo a otros personajes con lo cual se ensancha el campo de visión novelesca y política del relato. Sin ninguna duda, la novela pretende una exaltación de los brigadistas internacionales que vinieron a España para luchar contra el fascismo y por la libertad a costa de sus propias vidas. Pero no son personajes de cartón piedra, sino hombres que, aparecen con sus miserias humanas y políticas, con sus dudas sobre la actitud correcta que deben adoptar en situaciones no siempre claras, como, por ejemplo, la desconfianza ante posible traidores infiltrados en las filas de los brigadistas. Algunos momentos de la narración son especialmente intensos, como los que protagoniza en la batalla de Guadalajara el batallón italiano Garibaldi enfrentado a sus compatriotas encuadrados en el ejército franquista.
Para representar las contradicciones de Regler ante el progresivo influjo de las ideas comunistas en las actuaciones de las brigadas, el novelista utiliza al médico Werner, que actúa como una especie de abogado del diablo que cuestiona la intransigencia dogmática del comisario.

## Otras obras de Regler relacionadas con la guerra de España
Entre 1938 y 1941 Regler escribió otra novela, Juanita, que no se publicó en alemán hasta 1986 y que no ha sido traducida al español. Se trata de una novela de tipo folletinesco sobre los amores de una criada con un falangista. Parece ser que Regler pretendía repetir el éxito de Hemingway en Por quién doblan las campanas, pero no lo consiguió en absoluto.
Otros textos de Regler sobre la guerra de España se encuentran desperdigados en sus dos obras autobiográficas Das Ohr des Malchus y Sohn aus Niemandsland y en su Diario correspondiente a los años 1936 y 1937. Pero ninguna de estas obras ha sido traducida al castellano